# Sancerre
Sancerre [sɑ̃sɛʁ] (lateinisch Sacrum Caesaris, später Sincerra) ist eine französische Gemeinde mit 1328 Einwohnern (Stand 1. Januar 2022) im Département Cher in Zentralfrankreich. Sancerre liegt etwa 150 m höher als die nahe gelegene Loire und der Loire-Seitenkanal (Canal latéral à la Loire) auf einem Hügel und ist dadurch von weit her sichtbar. Der Ort ist rund 40 km von den Städten Bourges und Nevers entfernt. Die Gegend um Sancerre ist für ihren Käse (Crottin de Chavignol) und ihren Wein bekannt (siehe auch Sancerre (Weinbaugebiet)).
2022 wurde Sancerre mit dem Prädikat Die schönsten Dörfer Frankreichs ausgezeichnet.

## Geschichte
Im Jahr 1014 kam Sancerre mit seiner Umgebung als eigene Herrschaft an Odo II., Grafen von der Champagne, der es für seinen Anteil an Beauvais von seinem Bruder Roger I., Bischof von Beauvais, eintauschte. Die Grafen von Blois und Champagne besaßen Sancerre bis auf Theobald II., der es zu einer Grafschaft erhob und 1152 seinem dritten Sohn Stephan I. gab. Unter der Herrschaft Graf Ludwigs I. von Sancerre verkaufte Graf Theobald IV. von Champagne die Oberherrlichkeit über Sancerre an den König Ludwig IX. von Frankreich. Während der Hugenottenkriege war Sancerre eine Hochburg des Protestantismus und wurde 1572–73 von katholischen Truppen des Königs eingeschlossen, die es aber erst nach achtmonatiger Belagerung einnehmen konnten. 1640 kam Sancerre in den Besitz von Henri von Condé, dessen Nachfahren es bis zur Französischen Revolution besaßen.

### Bevölkerungsentwicklung
| Jahr                       | 1962 | 1968 | 1975 | 1982 | 1990 | 1999 | 2009 | 2016 |
| Einwohner                  | 2543 | 2461 | 2460 | 2139 | 2059 | 1799 | 1667 | 1409 |
| Quellen: Cassini und INSEE |      |      |      |      |      |      |      |      |

## Weinbau in Sancerre
Der Ort gibt einem der berühmtesten Weißweine der Loire-Region (siehe auch den Artikel Val de Loire (IGP)) seinen Namen Sancerre. Sancerre wurde am 23. Januar 1959 (Anpassung am 18. März 1998) zur Appellation d’Origine Contrôlée (abgekürzt AOC) erklärt. Die insgesamt 2570 ha Rebfläche liegen westlich der Loire. Die Weinberge liegen inmitten einer Hügellandschaft auf einer Höhe von 200 bis 300 m ü. NN. Neben Sancerre sind die Gemeinden Cosne (als einzige Gemeinde östlich der Loire), Sainte-Gemme, Sury-en Vaux, Verdigny, Chavignol, Ménetou-Ratel, Bué, Crézancy-en-Sancerre, Montigny, Veaugues, Vinon und Thauvenay in der AOC Sancerre zugelassen.
Der Boden lässt sich in drei Zonen aufteilen. Im Westen (nahe Menetou-Salon) liegen die Terres Blanches, die sogenannten weißen Böden, die aus einem Gemisch aus Ton und Kalksteinboden bestehen. Der Boden ähnelt dem des Chablis; hier entstehen recht kraftvolle Weine. Im mittleren Teil des Gebiets befindet sich stark kies- und kalkhaltiger Boden, der feine Weine hervorbringt. Im Osten, in der Nähe von Sancerre, ist der Boden reich an Feuerstein. Die Weine sind sehr duftig und langlebig.
Das Klima ist kontinental geprägt. Die Winter sind kalt, und die Weinberge sind im Frühjahr stark frostgefährdet. Einzig die Nähe der Loire und der angrenzende Wald sowie der Anbau in Steillagen an günstig gelegenen Stellen ermöglichen durch ihren mildernden Einfluss den Weinbau.
Bis zur Mitte des 20. Jahrhunderts produzierte man vorwiegend Rotwein und ein wenig Weißwein aus der Rebsorte Chasselas. In den 1960er Jahren wurden nur noch ca. 700 ha Rebfläche bewirtschaftet. In den 1970er Jahren wurde der Sancerre zu einem Modewein, der auch gerne in Bistros als Gegenstück zum roten Beaujolais angeboten wurde. Die große Popularität führte jedoch dazu, dass viel mittelmäßiger Wein entstand. Die Situation hat sich beruhigt, und die Weine sind auch dank verbesserter Kellertechnik im Allgemeinen von guter Qualität.
Heute werden die Weine nur noch aus zwei Rebsorten hergestellt:
- Sauvignon Blanc: Im Jahr 2002 wurden 126.100 Hektoliter Weißwein aus dieser Rebsorte hergestellt. Die Weine sind meist schon in der Jugend genussreif, können allerdings einige Jahre gelagert werden.
- Pinot noir: ergibt einen leichten Rotwein (in geringem Umfang auch Roséwein). Im Jahr 2002 wurden 32.710 hl Rotwein (Roséwein) hergestellt. Die Weine sind nur begrenzt lagerfähig.

## Persönlichkeiten
- Émile Regnault (1811–1863), Arzt und Autor
- Jacques MacDonald (1765–1840), Herzog von Tarent, Marschall von Frankreich